# Кульметово
Кульме́тово (рос. Кульметово) — присілок у складі Кігинського району Башкортостану, Росія. Входить до складу Єланлінської сільської ради.
Населення — 293 особи (2010; 361 в 2002).
Національний склад:
- татари — 73 %
- башкири — 27 %